# 305181 Donelaitis
305181 Donelaitis este o planetă minoră (asteroid), cu un diametru de 3,623 km, din centura de asteroizi. A fost descoperită pe 5 noiembrie 2007 la Molėtai⁠(d) de Kazimieras Černis⁠(d). 
Obiectul prezintă o orbită caracterizată de o semiaxă mare de 2,5755673554546 UAi, o excentricitate de 0,16, o înclinație de 8,8 ° în raport cu ecliptica.